# Drăgești (okręg Vaslui)
Drăgești – wieś w Rumunii, w okręgu Vaslui, w gminie Todirești. W 2011 roku liczyła 388 mieszkańców.